# Слободан Живојиновић
Слободан Боба Живојиновић (Београд, 23. јул 1963) југословенски је и српски тенисер. Заједно са Ненадом Зимоњићем је једини тенисер из Србије који је стигао до највише позиције у конкуренцији дублова и први који је освојио. Муж је певачице Лепе Брене.

## Стил игре
Играо је десном руком и користио једноручни бекхенд. Имао је добар сервис и обично играо сервис-волеј. Био је слабији у дужим разменама.

## Тениска каријера
Живојиновић је представљао СФР Југославију као петнаести носилац на Летњим олимпијским играма 1988. у Сеулу, где је поражен у другом колу од Француза Ги Форжеа.
Освојио је две титуле у каријери (Хјустон, 1986 и Сиднеј, 1988), као и осам титула у дублу. Он је достигао своју највишу позицију на АТП листи 26. октобра 1987, када је постао број 19 на свету.
Живојиновићеви најзначајнији Гренд слем резултати су били два полуфинала. На Отвореном првенству Аустралије 1985. је упечатљиво победио Џона Макенроа у напорном четвртфиналу у пет сетова и дошао до полуфинала где је изгубио у три сета до Матса Виландера. Следеће године, 1986, он је дошао до полуфинала Вимблдона, изгубивши од Ивана Лендла у тешкој борби од пет сетова.
Током своје каријере укупан скор у синглу од 150 победа и 138 пораза. Он је био успешнији у конкуренцији парова освојивши УС Опен 1986. са Андресом Гомезом. Исте године је освојио још 3 турнира и 8. септембра 1986. био је број 1 дубл играч на свету.
По завршетку активне спортске каријере се посветио пословним подухватима, али неколико година касније се активирао и постао председник Тениског савеза Србије.
Ожењен је певачицом Лепом Бреном. Тренутно живи и ради у Београду и на Флориди, САД. Иначе његов венчани кум је познати тенисер Борис Бекер.

## Резултати у синглу
У синглу је најзапаженије резултате остварио:
- 1985. године када се пласирао у полуфинале Отвореног првенства Аустралије у тенису када је у четвртфиналу победио Џона Макенроа а у полуфиналу изгубио од Матса Виландера.
- 1986. године када се пласирао у полуфинале Вимблдона, где је у пет сетова изгубио од Ивана Лендла. Овај пласман треба посматрати као изузетан успех, јер се на турнир пласирао преко квалификација (није био носилац).

### Отворено првенство Аустралије у тенису 1985. године:
- 1. коло Слободан Живојиновић : Скот Дејвис 3:1 (7-6, 3-6, 6-1, 6-3)
- 2. коло Слободан Живојиновић : М. Де Палмер 3:1 (6-7, 6-3, 6-2, 6-2)
- 3. коло Слободан Живојиновић : Тим Мајот 3:1 (2-6, 6-4, 6-4, 6-4)
- четвртфинале Слободан Живојиновић : Џон Макенро 3:2 (2-6, 6-3, 1-6, 6-4,6-0)
- полуфинале Слободан Живојиновић : Матс Виландер 0:3 (5-7, 1-6, 3-6)

### Вимблдон 1986. године
- 1. коло Слободан Живојиновић : Мартин Востенхолм 3:0 (6-4, 6-2, 6-4)
- 2. коло Слободан Живојиновић : Кен Флеч 3:1 (4-6, 6-4, 7-5, 6-3)
- 3. коло Слободан Живојиновић : Крист Ван Рензбург 3:1 (7-6, 7-5, 4-6, 7-5)
- четвртфинале Слободан Живојиновић : Рамеш Кришнан 3:1 (6-2, 7-6, 4-6, 6-3)
- полуфинале Слободан Живојиновић : Иван Лендл 2:3 (2-6, 7-6, 3-6, 7-6, 4-6)

### Титуле
Победник АТП турнира у синглу :
- 1986. године у Хјустону
- 1988. године у Сиднеју

## Резултати у дублу

### Победник на гренд слем турнирима у дублу
- Отворено првенство САД 1986. године у пару са Андресом Гомезом

### Победе у дублу на АТП турнирима
АТП турнири 7 титула:
- 1985. Бостон са Либор Пимеком
- 1986. Брисел са Борис Бекером
- 1986. Ротердам са Стефаном Едбергом
- 1987. Брисел са Борис Бекером
- 1987. Милано са Борис Бекером
- 1988. Токио са Андрес Гомезом
- 1990. Брисел са Емилиом Санчезом

## Победе на тимским такмичењима
- 1990. Светски куп у тенису са репрезентацијом Југославије (Горан Иванишевић и Горан Прпић)

## Занимљивости
Интересантан догађај десио се на Отвореном првенству Аустралије 1985. године када се играо меч четвртфинала Слободан Живојиновић против Џона Макенроа. Боба је одлично играо против тада другог носиоца и једног од најбољих тенисера свих времена Џона Макенроа. Макенро познат као "прзница" се стално свађао са судијама. У трећем гему четвртог сета код резултата 2:0 за Бобу, Макенро расправљао са главним судијом око неке одлуке. Пошто је расправа дуго трајала, Боба је питао старије људе у првим реду публике који су јели сендвиче, да ли имају и за њега један. Наравно они су му понудили сендвич што је Боба прихватио и појео. Али ипак одбио је понуђену чашу шампања. Сав изнервиран Макенро је изгубио меч са 3:2 (последњи сет са 6:0).